# Трибунський Олексій Євстахійович
Трибунський Олексій Євстахійович (25 березня 1900, Бачівськ—20 березня 1958, Слоут) — радянський військовий, Герой Радянського Союзу.

## Біографія

### Юнацькі роки
Олексій Трибунський народився 25 березня 1900 року в селі Бачівськ (нині Глухівського району Сумської області). Виходець з бідняцької сім'ї, він закінчив початкову школу. Служив в 1918–1919 роках в Червоній Армії. Коли закінчилась громадянська війна, повернувся в рідне село і став господарювати на надільній землі. Пізніше вступив до колгоспу.

### Участь у Другій світовій війні
Був призваний до армії після звільнення Глухівщини в серпні 1943 року. В радянських джерелах, вказано, що Трибунський був «призваний до армії в перші дні Великої Вітчизняної війни». Але тут же говориться, що «брав участь у боях з фашистськими загарбниками з 1943 року» , що більше відповідає дійсності. Воював на Воронізькому та 1-му Українському фронтах. Ті, хто був на окупованій німцями території причислявся чи не до ворогів народу і зразу без обмундирування кидався на важкі ділянки фронту.
Якраз у 20-х числах вересня 1943 року радянські війська вийшли до Дніпра на фронті в понад 700 км — від Запоріжжя до білоруського містечка Лоєв. 132-й стрілецький полк 42-ї гвардійської стрілецької дивізії, в якому служив Трибунський, готувався до форсування Дніпра північніше Ржищева, в районі Букринського плацдарму. Ріка в цьому місці має широку пойму, зрізану озерцями та старицями. Правий берег обривистий. Велику кількість висоток та ярів біля Дніпра ворог уміло використав при створенні захисних укріплень.
24 вересня 1943 року в районі села Гребінки Васильківського району Київської області полк отримав наказ атакувати гітлерівців, що закріпились на висоті. Німецькі війська відбивались, тому радянським солдатам довелося залягти. В цей час Олексій Трибунський з криком: «За мною! За Батьківщину!» кинувся вперед. За ним в атаку піднялись всі бійці. Трибунський першим увірвався до німецької траншеї, де вбив трьох супротивників. Радянські воїни закріпились на захопленому рубежі.
Але нацистські війська у відповідь контратакували позиції. Винищувальний вогонь гвардійців прижав гітлерівців до землі. Скориставшись цим, рота пішла в атаку. Та вогонь німецького кулемета примусив наступаючих знову залягти. 43-х річний Олексій Трибунський вирішив знищити кулеметника. Він по-пластунськи став просуватись до вогневої точки, де за допомогою гранати знешкодив німецького кулеметника, після чого кинувся до кулемету, розвернув його і почав стріляти по німецьким воякам, що йшли на нього. Червоноармійці піднялись в атаку і вибили ворога з висоти. Загалом в цьому бою Олексій Трибунський знищив до двох десятків німецьких солдат. Лише після третього тяжкого поранення потрапив в шпиталь.
Аби підняти бойовий дух війська, Сталін наказав із кожної роти бійця, що першим ступив на правий берег Дніпра, представити до звання Героя Радянського Союзу. До кінця 1943 року таких з'явилось 2438. Серед них був і Олексій Трибунський. 29 жовтня 1943 року за хоробрість і відвагу, проявлені в боях за Дніпро, рядовому стрільцю 132-го стрілецького полку, 42-ї гвардійської стрілецької дивізії Олексію Трибунському було присвоєно звання Героя Радянського Союзу. Сталось так, що він не знав про присвоєння йому високого звання.

### Життя після війни
Після важкого поранення воювати йому більші не довелося. В шпиталі він знаходився до січня 1944 року, а звідти повернувся в село Слоут.
Після війни Олексій Євстахійович працював спочатку в Глухівському ліспромгоспі, з 1947 року — в Слоутському лісництві, а потім — в колгоспі. Але рани весь час давали про себе знати.
20 березня 1958 року після тривалої хвороби Олексій Трибунський помер.

## Посмертна пам'ять
Лише в 1967 році Грамота Президії Верховної Ради СРСР про присвоєння звання Героя Радянського Союзу Олексію Трибунському була вручена на збереження його рідним.

## Ушанування пам'яті
У рідному с. Бачівськ Глухівського району (з 2020 року — в складі Есманської селищної ради Шосткинського району) на Сумщині 5 травня 2018 року було встановлено пам'ятний знак на честь Олексія Трибунського.